# 折戶伸治
折戶伸治（1973年7月30日—）是Key所屬的作曲家。兵庫縣出生。

## 概要
- 高中畢業後於銀行工作，因為經濟不景氣而辭職，以為TGL作曲和賣掉機器等維持生計。後來受到高中時期的熟人下川直哉邀請而進入Leaf，不過為1995年發售的與1996年發售的《雫》期間的遊戲作曲後便辭職了。
- 其後兼職郵差，並以外注身份為大約20個作品作曲。於參與《同棲》後入職Tactics，為《MOON.》和《ONE～光辉的季节～》作曲。
- 1999年退職並和麻枝准一起設立Key。此外，也有為動畫《拜託了老師》和同樣Visual Art's旗下的otherwise的遊戲《Sense Off》作曲。
- 離開Leaf後仍有為音樂專輯《orange》和PLAYM（由以前Leaf的同事創立）的第一款作品提供樂曲。
- 有瀏覽一個叫「Unison-BBS」的音樂BBS，再參與當中的「Unison LABEL」（現已休止）。
- Tactics時代也有以等名義參加「Unison Sound Team」。
- 作曲受久石讓和古代祐三影響。
- 2007年12月起與樋上至共同担當網上電台的主持（以自稱）。

## 主要的作曲
- 雫
- MOON.
- ONE～光辉的季节～
- Kanon
- AIR
- CLANNAD
- 智代After ～It's a Wonderful Life～
- 拜託了老師
- Little Busters!
- Rewrite
- Rewrite Harvest festa!
- 星之夢（僅為David Production 製作的改編動畫配樂）
- Harmonia
- Summer Pockets

## 代表曲
- 鳥之詩（AIR）
- Shooting Star（拜託了老師）
- Light colors（智代After ～It's a Wonderful Life～）
- Philosophyz（Rewrite）
- アルカテイル（Summer Pockets）
- アスタロア（Summer Pockets）

## 外部連結
- 折戶伸治 （页面存档备份，存于）在動畫新聞網百科全書上的資料